# Girolamo Grisolia
Girolamo Grisolia (Amendolara, 16 agosto 1902 – Roma, 18 gennaio 1947) è stato un politico italiano, deputato dell'Assemblea Costituente.

## Biografia
Eletto all'Assemblea Costituente nelle liste del Partito Repubblicano Italiano, morì nel corso del suo mandato. 
Fu membro della Massoneria.
Un busto in bronzo che lo commemora è posto presso l'edificio delle scuole elementari di Amendolara, suo paese di nascita.